# 英國陸軍第11裝甲師

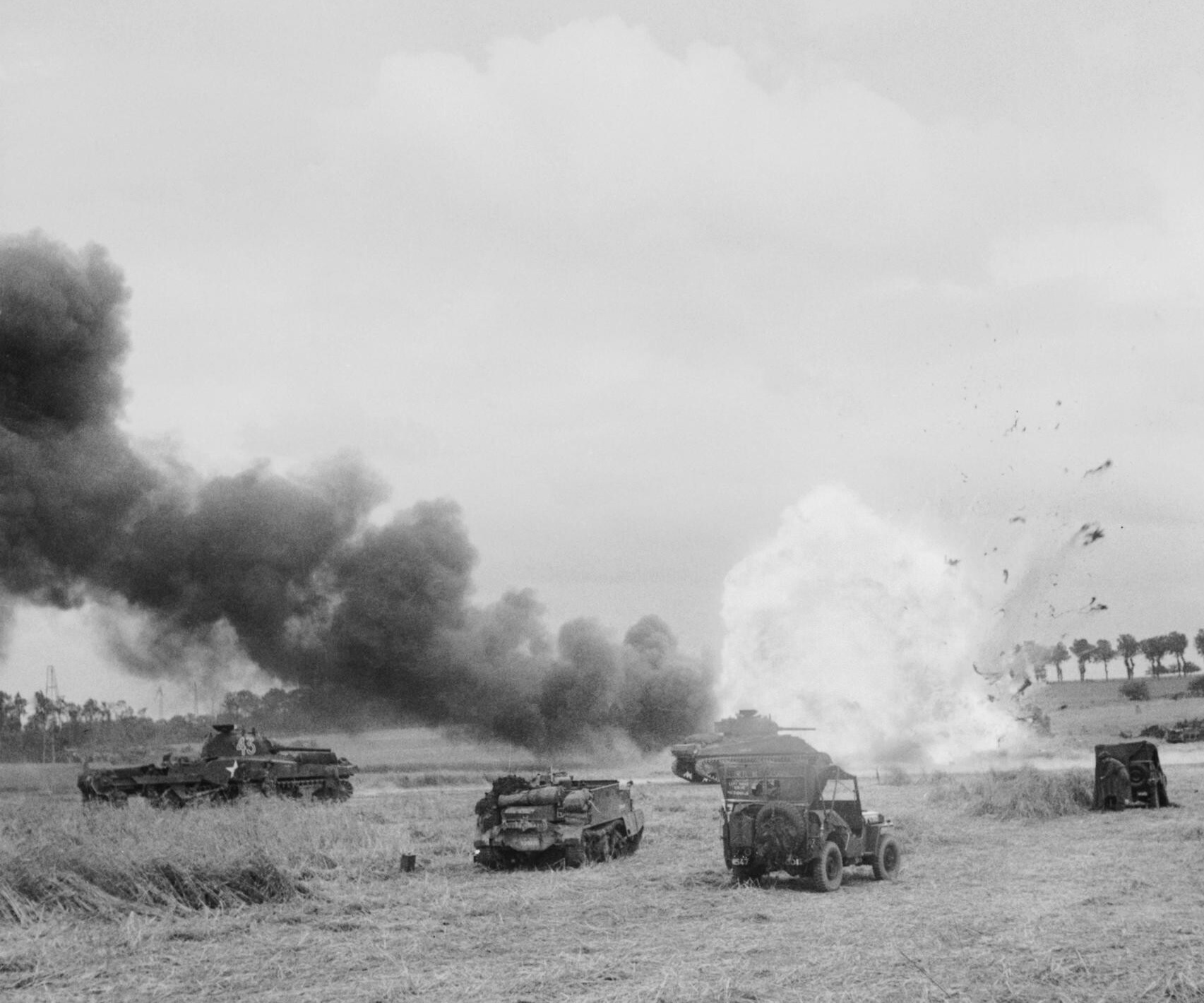
1944年6月26日战争行动中的第十一装甲师（一辆弹药补给车被击中并爆炸）

第11装甲师，也就是被英国人所俗称的黑公牛师（The Black Bull），是1941年二战期间英国组建的一支装甲师。 为了应对德军的装甲师而组建。因在诺曼底登陆后取得了几次重大胜利而备受瞩目。并且参加了此后解放法国、比利时、荷兰以及莱茵穿越等作战行动。1946年改部队被解散，但在1950年又被重新组建。1956年，该师重组成为第4步兵师（4th Infantry Division）。